# Pszczoła miodna Buckfast

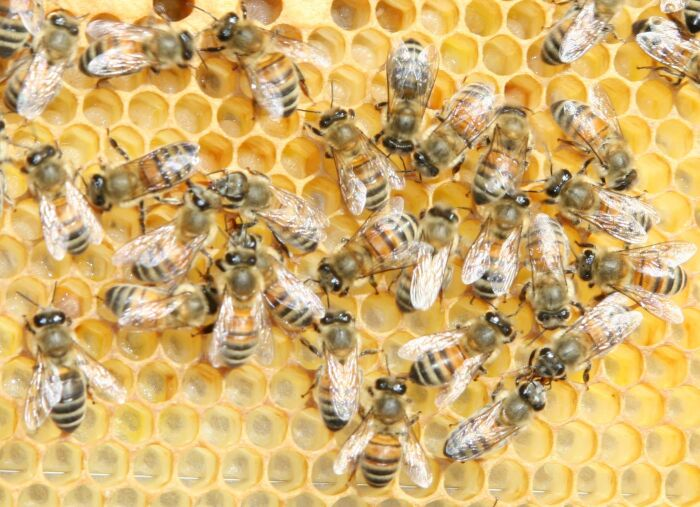
Pszczoły Buckfast

Pszczoła miodna Buckfast (A. m. buckfast-hybrid) rasa pszczoły miodnej stworzonej przez człowieka "man-made bee" w wyniku skrzyżowania 7 ras pszczół:  A. m. ligustica (Północne Włochy), A. m. mellifera (Wielka Brytania), A. m. mellifera (Francja), A. m. anatolica (Turcja) i A. m. cecropia (Grecja).  Buckfast zawiera geny również dwóch ras pszczół afrykańskich- A. m. sahariensis i A. m. monticola, ale nie afrykańskiej A. m. scutellata.
Została wyhodowana w latach 20. XX w. przez Brata Adama, mnicha zajmującego się pasieką w angielskim opactwie Buckfast Abbey w Buckfastleigh. Początkowo była to krzyżówka między żyjącą wówczas na terenie Anglii czarną pszczołą miodną Apis mellifera mellifera i sprowadzoną przez brata Adama pszczołą A. m. ligustica. W ciągu dziesięcioleci hodowli kombinacyjnej i konsekwentnej selekcji stworzył on pszczołę łączącą w sobie najbardziej wartościowe cechy różnych ras pszczoły miodnej. Od 1970 dzieło Brata Adama jest kontynuowane i udoskonalane przez kilku hodowców pszczół, przede wszystkim w Europie Zachodniej i Północnej, jak również w Ameryce Północnej.
Pszczoła łagodna, nierojliwa, bardzo dobrze znosząca zimowlę. Bardzo obficie czerwi (czerwienie zimą ustaje na krótko, dlatego zapasy na zimę powinny być zapewnione w wystarczającej ilości) – dlatego też matki w czerwieniu należy ograniczać.

## Historia
Na początku XX wieku populacja pszczół A. m. mellifera na południu Wysp Brytyjskich została zdziesiątkowana przez akariozę ("choroba roztoczowa"), określaną wówczas w Anglii jako "choroba z wyspy Wight". Pasożyt wywołujący tę chorobę, świdraczek pszczeli (Acarapis woodi), atakuje przede wszystkim tchawki młodych pszczół. Brat Adam szukając ratunku dla zagrożonego gatunku zajął się krzyżowaniem rodzimych pszczół z innymi rasami, tworząc pszczołę bardziej odporną na choroby pasożytnicze. Pod koniec XX wieku, akarioza została przez pszczelarzy prawie zapomniana.